# Amycus tristis
Amycus tristis är en spindelart som beskrevs av Cândido Firmino de Mello-Leitão 1940. 
Amycus tristis ingår i släktet Amycus och familjen hoppspindlar. Inga underarter finns listade i Catalogue of Life.